# Gotham City

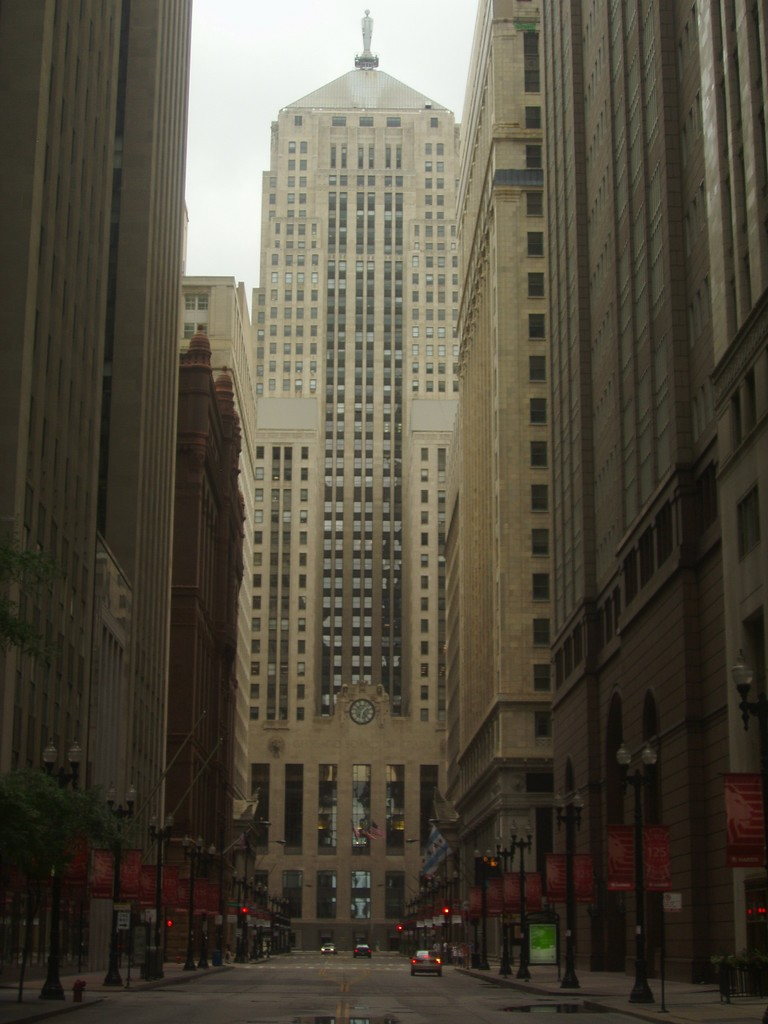
LaSalle Street de Chicago, uno de los principales sitios ocupados por Christopher Nolan para adaptar a Gotham en su versión en cine.

Gotham City (llamada Ciudad Gótica en la traducción de Editorial Novaro para Hispanoamérica y conocida simplemente como Gotham en las traducciones españolas) es una ciudad ficticia que aparece en los cómics estadounidenses publicados por DC Comics, más conocida como el hogar de Batman. La ciudad fue identificada por primera vez como el lugar de residencia de Batman en Batman # 4 (diciembre de 1940), y, desde entonces, ha sido el escenario principal de las historias que presentan al personaje.
La ciudad de Gotham se describe tradicionalmente como ubicada en el estado estadounidense de Nueva Jersey. A lo largo de los años, el aspecto y la atmósfera de Gotham han sido influidos por ciudades como Nueva York y Chicago.
Los lugares utilizados como inspiración o lugares de filmación de Gotham City en las películas y series de televisión de acción en vivo de Batman incluyen Nueva York, Nueva Jersey, Chicago, Vancouver, Detroit, Pittsburgh, Los Ángeles, Londres, Toronto y Hong Kong.
Generalmente, en el Universo DC se le atribuyen a Gotham City características negativas, como ciudad maldita, nocturna, oscura, corrupta y en un estado de profunda decadencia. Esto, en contraposición a Metrópolis (ciudad de Superman) como la ciudad de la luz, el día, la esperanza y "el mañana".

## Creación

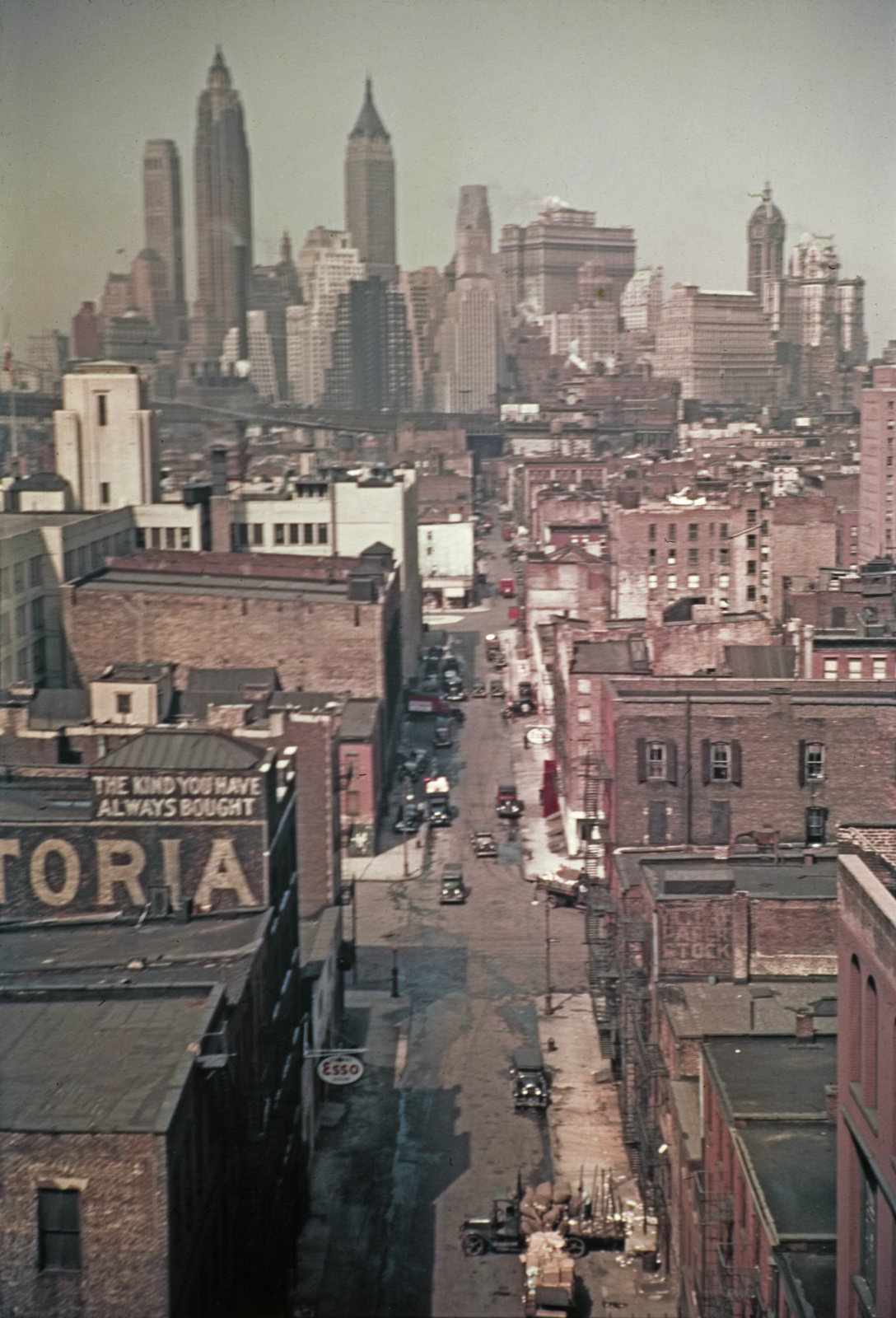
Manhattan en Nueva York en 1938. Fotografía Agfacolor. Gotham es el apodo de Nueva York.

En las primeras aventuras de Batman, éste vivía y operaba en Nueva York, específicamente en Manhattan.
La creación de Gotham se acredita al escritor Bill Finger. Finger comentó el porqué del nombre de la ciudad y el cambio del centro de operaciones de Batman por una ciudad ficticia:

Originalmente, iba a llamar a Gotham City «Civic City». Después pensé en «Capital City» y luego «Coast City». Después ojeé la guía telefónica y vi «Gotham Jewelers» y dije "Eso es, Gotham City". No la llamamos Nueva York porque queríamos que cualquiera se sintiera identificado con la ciudad.

Otro dato para interiorizarse en el origen de la frase "Gotham City" viene del escritor Washington Irving, quien empleó el término para referirse a la ciudad de Nueva York en su obra satírica de 1807, "Salmagundi". Al parecer tomó el nombre de la ciudad inglesa de Gotham (etimológicamente "ciudad de las cabras") en Nottinghamshire, cuyos habitantes eran considerados popularmente como paradigma de la estupidez o la locura, ya que, según cuenta la leyenda, impidieron al rey Juan establecer su residencia en la ciudad. Irving pretendía así satirizar el desvarío que, a mayor escala, caracterizaba a Nueva York, ya a comienzos del siglo XIX.

## Historia ficticia
En Swamp Thing N.º 53, Alan Moore escribió una historia ficticia sobre Gotham City. De acuerdo a la historia de Moore, un mercenario noruego fundó Gotham City y luego los ingleses la tomaron (esta es una historia paralela al descubrimiento de Nueva York por los neerlandeses y la toma de la ciudad por los ingleses). Gotham City fue el lugar de la gran batalla (en paralelo con la Guerra Revolucionaria Norteamericana). Los rumores decían que fue también un sitio donde se realizaban ritos ocultos.
Shadowpact N.º 5 por Bill Willidicck expandió el patrimonio oculto de Gotham City al describir a un ser que había dormido durante 40.000 años debajo de la tierra en la que Gotham fue construida. Strega, el sirviente del ser, decía que el "oscuro y, a veces, maldecido personaje" de la ciudad fue influido por el ser que ahora usaba el nombre "Doctor Gotham".
Muchas historias han añadido eventos a la historia de Gotham, afectando al mismo tiempo gravemente a la ciudad y su gente. Quizás el más grande en impacto fue una larga serie de tramas que empezaron con Ra's al Ghul liberando el virus ébola Golfo-A, también llamado "remache", durante la trama llamada Batman: Contagio. Después de que este arco argumental terminara, la ciudad comenzó a recuperarse sólo para sufrir a continuación un terremoto de 7,6 puntos en la escala de Richter durante Batman: Cataclismo, y su posterior destrucción y aislamiento nacional en la saga "Tierra de nadie".
El nombre "Gotham City" es generalmente asociado con DC Comics, aunque también apareció en la primera historia de Mr. Scarlet por France Herron y Jack Kirby de Wow Comics N.º 1. El historiador Greg Theakston denota que ese cómic fue publicado el 13 de diciembre de 1940, un poco antes de que Batman N.º 4 fuera publicada.

## Apariciones en otros medios

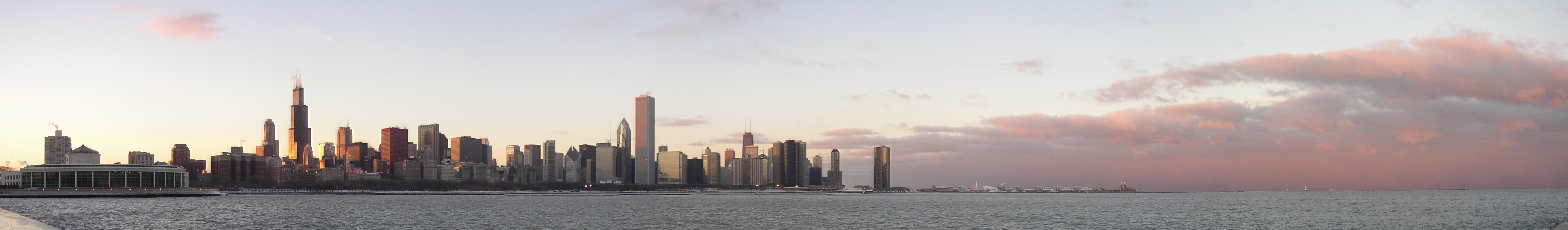
Chicago fue utilizada por el cineasta Christopher Nolan como localización para filmar imágenes de exteriores de Gotham City.

En la serie Batman del futuro, ambientada en el futuro, Gotham City tiene un aspecto futurista.
En las películas de Tim Burton, la ciudad tiene un aspecto sombrío y de film noir que encaja en la estética gótica propia del autor, mientras que en las de Joel Schumacher tiene aspecto laberíntico y de colores kitsch. 
Para la trilogía de "The Dark Knight", el director Christopher Nolan declaró que Chicago inspiró su representación de Gotham, y la mayor parte de "Batman Begins" (2005) y "The Dark Knight" (2008) se filmaron allí.
Para  "Batman Begins", Nolan deseaba que Gotham pareciera una ciudad grande y moderna que, sin embargo, reflejara una variedad de estilos y épocas arquitectónicas, así como diferentes estratos socioeconómicos. El enfoque de la producción presentó a Gotham como una exageración de la ciudad de Nueva York, con elementos tomados de Chicago, las autopistas elevadas y los monorraíles de Tokio, y la "ciudad amurallada de Kalhoon" en Hong Kong, que sirvió de inspiración para el barrio marginal de la película conocido como "Los estrechos".
En "The Dark Knight", se observaron más influencias de Chicago y Nueva York. Sobre el rodaje en Chicago, James McAllister, jefe de locaciones clave, declaró: "Visualmente, se ve como en los cómics". Nolan también afirmó: "Hay muchos distritos diferentes, con ríos que los conectan. Creo que es difícil escapar de eso, porque Gotham está basada en Nueva York".
Para The Dark Knight Rises (2012), la producción utilizó Pittsburgh, Los Ángeles, Nueva York, Newark, Nueva Jersey, Londres, Glasgow y Toronto para tomas de Ciudad Gótica.
El 25 de noviembre de 2013, la cadena Warner confirmó Gotham, serie de televisión ambientada en el universo de Batman cuyo estreno está previsto para el otoño de 2014, y cuya historia gira en torno a James Gordon. En esta serie se muestra una ciudad oscura y sombría donde reina el crimen, la corrupción y la violencia, siendo el detective Jim Gordon el único agente que realmente busca cumplir la ley y hacer justicia.
Dentro del DC Extended Universe, Gotham City se encuentra en el condado de Gotham, Nueva Jersey. En Batman v Superman: Dawn of Justice, el papeleo menciona que la ciudad está en el "condado de Gotham", y los archivos de Amanda Waller sobre Deadshot y Harley Quinn en Escuadrón suicida revelan que Gotham City se encuentra en el estado de Nueva Jersey.
En la película "Aves de presa", que se desarrolla en Gotham City, todo el rodaje se realizó en Los Ángeles. Originalmente, se esperaba que se filmara en Atlanta y Savannah, Georgia, pero la producción recibió un crédito fiscal de California, lo que incentivó el cambio de ubicación.
La película de Matt Reeves de 2022 The Batman se adentra en el submundo criminal de Gotham City a través de una narración de estilo noir y destaca temas de corrupción desenfrenada dentro del gobierno de la ciudad y el departamento de policía. La película utilizó Londres, Glasgow, Liverpool y Chicago como escenarios de rodaje para Gotham City, aunque se inspiró en la ciudad de Nueva York. Un imponente rascacielos similar al Empire State Building se alza sobre Gotham City con un letrero que dice "Gotham Empire". En varias tomas se aprecia una concurrida intersección comercial llamada "Gotham Square", que se asemeja a Times Square con sus brillantes letreros y pantallas digitales gigantes. La secuencia final de la película, aunque se filmó en el O2 Arena de Londres, se llama "Gotham Square Garden", tomando su nombre del Madison Square Garden de Nueva York.
El director y productor de Joker, Todd Phillips, imaginó Gotham como una versión de la Nueva York del auge de los 80, o del centro urbano del noreste, pero no la icónica Nueva York. Al preguntársele cómo reimaginó la ciudad, el diseñador de producción Mark Friedberg declaró: «Nuestra versión de Gotham fue lo que lo formó. Fue una apreciación de la gravedad de la situación en la ciudad, pero también del mundo de posibilidades que albergaba». La película se rodó en exteriores y utilizó lugares emblemáticos de Nueva York, Jersey City y Newark, Nueva Jersey. En Joker: Folie à Deux, se menciona explícitamente que Gotham se encuentra en el estado de Nueva York.

## Ciudad Gótica (cambio de nombre)
En las traducciones de las historietas de DC Comics realizados a principios de la década de los años cincuenta en México por la Editorial Novaro muchos de los nombres de personajes y lugares fueron a su vez traducidos y españolizados en América. Varias de estas traducciones fueron copiadas por la también mexicana compañía Cinematográfica Interamericana S.A. (CINSA) para la comedia televisiva Batman de los años sesenta. Fue así como Gotham City (nombre que fonéticamente era un juego de palabras con "Ciudad Maldita") pasó a popularizarse televisivamente en español con el curioso nombre de "Ciudad Gótica". Varios nombres también fueron españolizados, como "Bruce Wayne" a "Bruno Díaz", "Dick Grayson" a "Ricardo Tapia", "Joker" a "Comodín" o "Guasón", "Catwoman" a "Gatúbela", "Batgirl" a "Batichica", "Riddler" a "Acertijo" o "Enigma", "Mr. Freeze" a "Sr. Congelador" o "Sr. Frío". En diversos doblajes se han mantenido algunos de estos términos, siendo el más reciente el de la película The Batman, donde cambios de nombres como "Ciudad Gótica" en vez de Gotham, continúa con las traducciones que creó la Editorial Novaro y popularizó el doblaje de CINSA. En España, sin embargo, se han mantenido los nombres originales en inglés de personajes y lugares.